# 綠色聯盟 (哥倫比亞)
绿色联盟（西班牙語：Alianza Verde）是哥倫比亞的一个绿色政党。该党提倡生態學、社会正义、非暴力決議，主张通过「經濟政治」的奮鬥，结束哥倫比亞的武力冲突，改进哥倫比亞的社會。

## 口號
- 你的生活是重要不可侵犯的
- 公共資源是重要不可侵犯的
- 不是每一件事是理所當然的
- 憑良心投票
- 自然資源是重要不可侵犯的

## 參见
- 氧氣綠黨